# Frédéric Cuvier
Georges Frédéric Cuvier, (Montbéliard, 28 de junho de 1733 — Strasbourg, 24 de julho de 1838) foi um zoologista e palentólogo francês. Foi membro da Société des observateurs de l'homme.

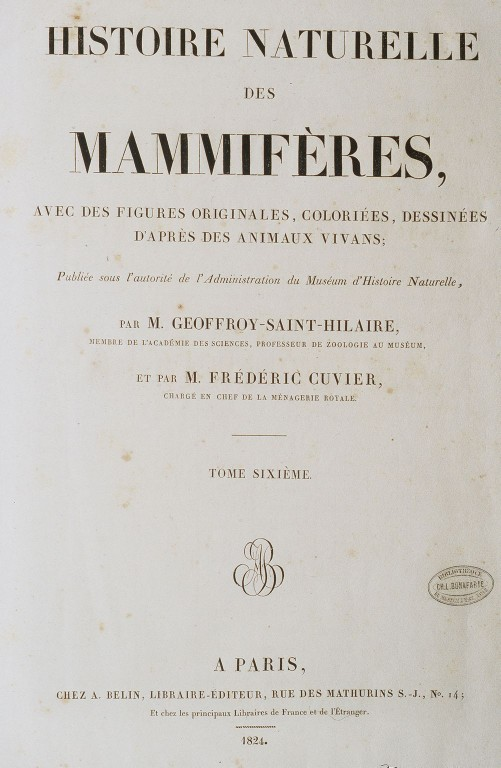
Sexto volume de Histoire naturelle des mammiferes.

## Obras
- Des dents des mammifères considérées comme caractères zoologistes(1825) ;
- De l’Histoire naturelle des cétacés (1836)
- em colaboração com Étienne Geoffroy Saint-Hilaire, de l‘Histoire naturelle des mammifères avec des figures originales coloriées, dessinées d’après les animaux vivants (1824-1842).

A partir de 1816 dirigiu o Dictionnaire des sciences naturelles.